# 曼努埃尔·奥特
曼努埃尔·奥特（英語：Manuel Gelito Ott，1992年5月6日—），菲律宾足球运动员，出生于德国，司职中场。目前效力马来西亚超级足球联赛俱乐部吉打达鲁阿曼，也代表菲律宾国家足球队。

## 荣誉
联合城
- 菲律賓足球聯賽冠军：2017年、2018年、2020年
- 菲律賓甲組聯賽冠军：2015年
- 联合联赛杯亚军：2015年、2016年